# Ekaterini Kepetzis
Ekaterini Kepetzis (griechisch Αικατερίνη Κεπετζή, * 1970 in Athen) ist eine deutsche Kunsthistorikerin.

## Leben
Nach dem Schulbesuch in Hagen absolvierte sie von 1989 bis 1996 ein Magisterstudium (Kunstgeschichte, Mittlere und Neuere Geschichte, Anglo-Amerikanische Geschichte) an den Universitäten Bonn, Düsseldorf und Köln. Sie promovierte 1996 an der Universität Köln mit einer Dissertation über die Rezeption des Medea-Mythos. Anschließend war sie als Wissenschaftliche Assistentin am dortigen Kunsthistorischen Institut tätig. 2003 habilitierte sie sich in Köln mit der Schrift „Historie und Genre – Probleme der Bildgattungen im 19. Jahrhundert“.
2006 wurde Kepetzis zur Privatdozentin für Kunstgeschichte und 2010 zur Außerplanmäßigen Professorin ernannt. Sie übernahm Lehraufträge und Vertretungen an der Ruhr-Universität Bochum, Kunsthochschule Kassel, Bergische Universität Wuppertal und am Kunsthistorischen Institut der Universität zu Köln, wo sie von 2016 bis 2019 Akademische Oberrätin auf Zeit war. Seit 2019 ist sie Professorin für Kunstgeschichte und Kunstvermittlung am Institut für Kunstwissenschaft und Bildende Kunst der Rheinland-Pfälzische Technische Universität Kaiserslautern-Landau am Campus Landau.
Zu ihren Forschungsschwerpunkten gehören Antikenrezeption, Bild-Text-Beziehungen, Gattungsfragen der Malerei sowie Narrationsstrukturen.

## Schriften (Auswahl)
- Medea in der bildenden Kunst vom Mittelalter zur Neuzeit. „So im Herzen bedrängt erglühte verderbliche Liebe“. Frankfurt am Main 1997, ISBN 3-631-31758-1.
- Vergegenwärtigte Antike. Studien zur Gattungsüberschreitung in der französischen und englischen Malerei (1840–1914). Berlin 2009, ISBN 978-3-631-58124-7.

## Veröffentlichungen
Ekaterini Kepetzis schrieb Artikel für das Biographisch-Bibliographische Kirchenlexikon (BBKL).